# 福田麻由子
福田麻由子（1994年8月4日—）是日本女演員，出身於東京都世田谷区。起初隸屬於東京兒童劇團，後移籍至FLaMme經紀公司。2024年7月16日宣布離開FLaMme，改以個人身分繼續活動。

## 人物
- 演出的作品大多給人文靜冷酷的感覺。
- 擅長唱歌、跳舞、繪畫（她有練習唱歌和跳舞）和交朋友。
- 愛稱為麻麻由（ままゆ）或麻由由（まゆゆ），由小學同學所改。
- 喜歡蛋糕、哈密瓜、烏賊。讨厌黄瓜。她還有一個特別的嗜好：使用有小狗圖案的文具。[1]
- 她學校課業和演藝事業兩方均能顧及，小學五年級時曾經拿過全科滿分5點（如美國制的A+或台灣制的優）。
- 因她獨特的演技風格，令許多人驚嘆她超齡的才華（在她出演的舞台劇「在雨和夢之後」（主演），以及電影「日本沉沒」、「下妻物語」中，其卓越的演技力獲得高等的評價）。
- 麻由子曾在2007年下半年接受一個綜藝節目訪問時表示，与其父亲的关系非常好，节假日的活动是与父亲一起外出吃饭。同时表示最欣賞的女演員有篠原涼子、大後壽壽花[2]、堀北真希。[3]
- 她與同為《女王的教室》的演員永井杏感情很好。

### 其他人物資料
- 家庭成员：父亲、母亲、自己（独生女）。
- 興趣：手工藝、讀書
- 特長：鋼琴、演戲
- 最喜歡的座右銘：（「只要去做，就没有做不成的事情；也没有不去做就成功的事情。」）
- 慣用眼鏡。
- 是色情涂鸦的大歌迷，家中收藏有他们发行的全部CD。在2009年2月5日的一期访谈节目中，听长濑智也说色情涂鸦中的吉他手新藤晴一和女演员长谷川京子结婚的消息，表示大受打击。同时长濑智也在节目中高度赞扬福田麻由子的演技，认为她不同于一般的儿童演员，她的演技让人感到她是很厉害很完美的演员。[4]
- 非常热爱学习。在2009年1月31日的一期访谈节目中被问及“假如生命只剩下三天，会做什么？”[5] 时，表示：“第一天会看书，第二天前12小时和父母一起过，后12小时睡觉，第三天待在学校。”[6]
- 在電影《日本沉沒》前的電視訪問時表示，小時候（剛加入兒童劇場、先前演連續劇的事情）大多都忘記了。
- 在《白夜行》後的《Talking Japan》中，曾表示不知道雪穗在想什麼。而且也戴起了平常會戴的眼鏡。
- 在《花丸咖啡》的訪問中，有出示3張自己養狗的照片，分別是臘腸犬、吉娃娃和博德牧羊犬。

## 演出

### 電視劇

#### 連續劇
| 劇名                                     | 電視台                | 首播日期        | 參演集數        | 飾演角色                         | 相關連結                              |
| ---------------------------------------- | --------------------- | --------------- | --------------- | -------------------------------- | ------------------------------------- |
| 1999年                                   |                       |                 |                 |                                  |                                       |
| 週一電視劇SP 真夏之恐怖劇場 前世之女     | 東京廣播公司          |                 |                 | [ 7 ]                            |                                       |
| 2000年                                   |                       |                 |                 |                                  |                                       |
| 葵德川三代                               | 日本放送協會          | 1月9日          |                 | 結姬                             |                                       |
| 夏之雪                                   | 東京廣播公司          | 7月7日          |                 | 由加利                           |                                       |
| 週一電視劇SP                             | 東京廣播公司          | 8月7日          | 8               | 群众演员                         |                                       |
| 柳橋慕情                                 | 日本放送協會          |                 |                 |                                  |                                       |
| 2001年                                   |                       |                 |                 |                                  |                                       |
| 北條時宗                                 | 日本放送協會          | 1月7日          |                 | 笃子 （时辅的女儿）              |                                       |
| 2002年                                   |                       |                 |                 |                                  |                                       |
| 天使的歌聲～小兒病棟的奇蹟～             | 富士電視台            | 6月             |                 |                                  |                                       |
| 蔷薇的十字架                             | 富士電視台            | 10月10日        |                 |                                  |                                       |
| 2003年                                   |                       |                 |                 |                                  |                                       |
| 愛之家～愛哭蟲SATO與7個小孩～            | 日本放送協會          | 8月25日         |                 | 上島真子                         |                                       |
| 熱血小教師 （或譯好孩子的夥伴）          | 日本電視台            | 1月18日         |                 | 麻由子                           |                                       |
| 2004年                                   |                       |                 |                 |                                  |                                       |
| 與光同行                                 | 日本電視台            | 4月14日         |                 | 古賀麻由子                       |                                       |
| 最後的禮物                               | 日本電視台            | 7月7日          | （全剧）        | 小田步                           |                                       |
| 2005年                                   |                       |                 |                 |                                  |                                       |
| 急症群英3                                | 富士電視台            | 1月11日         | （全剧）        | 寺泉千尋                         |                                       |
| 女王的教室                               | 日本電視台            | 7月2日          | （全劇）        | 進藤光                           |                                       |
| 2006年                                   |                       |                 |                 |                                  |                                       |
| 白夜行                                   | 東京廣播公司          | 1月12日         | 1、3、11集      | 西本雪穗 （唐澤雪穗 的少女時代） |                                       |
| 照耀明天                                 | 朝日電視台            | 4月14日         |                 | 泽井杏子                         |                                       |
| 2007年                                   |                       |                 |                 |                                  |                                       |
| 風林火山                                 | 日本放送協會          | 1月7日          | 40              | 梅姬                             |                                       |
| 演歌女王                                 | 日本電視台            | 1月13日         | （全剧）        | 信友幸子 （ 的少女時代）         | 信友幸子的介紹 （页面存档备份，存于） |
| 2010年                                   |                       |                 |                 |                                  |                                       |
| 絕對零度～未解決事件特命搜查～           | 富士電視台            | 4月13日         | Case 5、6       | 澤井春菜                         |                                       |
| Q10                                      | 日本電視台            | 10月            | 2-9集           | 富士野月子                       |                                       |
| 2011年                                   |                       |                 |                 |                                  |                                       |
| 儘管如此也要活下去                       | 富士電視台            | 7月7日          |                 | 遠山燈里                         |                                       |
| WOWOW開局20周年記念節目 潘朵拉Ⅲ 革命前夜 | WOWOW                 | 10月2日         | （全劇）        | 結城香惠                         |                                       |
| 2012年                                   |                       |                 |                 |                                  |                                       |
| 上鎖的房間                               | 富士電視台            | 4月16日         | 2               | 高澤美樹                         |                                       |
| 未來日記-ANOTHER:WORLD-                  | 富士電視台            | 4月21日         |                 | 沖江春奈                         |                                       |
| 2015年                                   |                       |                 |                 |                                  |                                       |
| 神谷玄次郎捕物控2                        | NHK BS Premium        | 4月3日          | 7               |                                  |                                       |
| 2016年                                   |                       |                 |                 |                                  |                                       |
| 醫生調查班                               | 東京電視台            | 4月22日         | 3               | 藤原流美                         |                                       |
| 最後的餐廳                               | NHK BS Premium        | 4月26日         | （全劇）        | 有賀千惠                         |                                       |
| 鐵證懸案～真相之門～                     | WOWOW                 | 10月22日        | 4               | 小川真央                         |                                       |
| 2017年                                   |                       |                 |                 |                                  |                                       |
| 產科醫鴻鳥（第2季）                      | TBS電視台             | 10月13日        | 6               |                                  |                                       |
| 2018年                                   |                       |                 |                 |                                  |                                       |
| 也許委員會                               | MBS電視台 TBS電視台   | 6月18日 6月20日 | 8（太陽之塔篇） | 10年前的                         |                                       |
| 好醫生                                   | 富士電視台            | 7月13日         | 7               | 倉田菜菜子                       |                                       |
| 2019年                                   |                       |                 |                 |                                  |                                       |
| 連續電視小說 緋紅                        | 日本放送協會          | 9月30日         | （全劇）        | 川原百合子                       |                                       |
| 2020年                                   |                       |                 |                 |                                  |                                       |
| 潮男高校                                 | 東京電視台            | 10月8日         | （全劇）        | 福原綾子                         |                                       |
| 2021年                                   |                       |                 |                 |                                  |                                       |
| 六疊間的鋼琴手                           | NHK綜合頻道           | 2月6日          | 2               | 仁科都                           |                                       |
| Rika ~Reverse~                           | 東海電視台 富士電視台 | 3月20日（預定） | （未知）        | 花村幸子                         |                                       |

#### 單發劇
註：粗體字為主演

### 其他電視節目
- #190（中部日本放送、2006年12月29日；[26]、2007年1月16日；東北放送、2007年1月23日；長崎放送（NBC・長崎）、2007年2月10日）即興電視劇嘉賓演出。

與笑福亭鶴瓶共同演出一篇沒有劇本的短劇，飾演小百合。麻由子於節目中受主持人高度讚賞。
- （日本电视台、12月1日 12:00）
- （東京電視台、2007年12月15日 26:40[27]）
- 天才！志村動物園（日本電視台、2008年8月23日 19:00）
- 花丸市场之花丸咖啡贵宾（「はなまるマーケット」はなまるカフェゲスト） （东京电视台、3月27日 8:30）
- [28] （日本电视台、8月24日 14:25）
- （日本放送协会、11月28日 22:00）
- （东京电视台、2009年1月31日 9:30）
- </ref>（东京电视台、2009年2月1日 10:00）
- 5LDK（富士电视台、2009年2月5日 23:00）
- GURU GURU 99（日本电视台、2009年2月6日 19:00）
- （富士电视台、2009年2月7日 20:00）
- （富士电视台、2009年2月14日 12:00）
- Human Documentary （日本放送協會、2011年7月22日）（旁白）
- NONFIX （富士電視台、2013年2月27日）

### 電影

#### 真人演出
註：粗體字之飾演角色為福田麻由子主演之電影。

#### 聲音演出
- （配音版）（派拉蒙、2006年）聲演原版由Dakota Fanning所飾演的主角Fern Arable。
- 琴之森（松竹、2007年7月21日公映）聲演丸山譽子。
- 新子與千年魔法（2009年11月21日公映）聲演主角青木新子。

### 電台節目
- 色情塗鴉岡野昭仁的All Night Nippon（2007年12月2日、日本放送）

### 電台廣播劇
- FMシアター（日语：FMシアター） （2021年9月11日、NHK-FM）聲演山道櫻（主演）。
- （2022年2月12日、NHK-FM）聲演。

### 廣告
- 日本肯德基（1998年、2004年）
- NTT東日本[34] FLET'S Network Center（2003年1月）
- SEGA TOYS[35] CoCoPad[36]（2003年3月）
- QUOQ信用（2004年1月）
- 日本家樂氏食品（Kellogg） 玉米片（2004年6月）
- Acecook 春雨麵（粉絲）（2005年3月）
- Hoosiers（2006年4月 - ）
- 日產 24小時電視特別廣告篇（2008年8月）（旁白）
- NTT DoCoMo
  - Xi「Xi 咖啡杯」篇、「Xi 羅密歐與茱麗葉」篇（2011年9月）（旁白）
  - Xi Tablet「導入」篇、「Hulu」篇、「視像聊天」篇（2011年9月）（旁白）

### 舞台劇
- 在雨和夢之後（CARAMELBOX劇團；2006年7月20日 - 8月31日分別於東京Sunshine劇場（日语：サンシャイン劇場）及大阪Theater BRAVA!（日语：シアターBRAVA!）公演）主演櫻井雨。[37]
- （五反田團（日语：五反田団）、2013年5月16日 - 26日、青山圓形劇場（日语：青山円形劇場））
- （2017年4月20日 - 23日、橫濱紅磚倉庫1號館）飾演。
- （2017年8月2日 - 6日、三越劇場（日语：三越劇場））飾演森本千代。
- （2017年10月25日 - 29日、theater Sun-mall（日语：シアターサンモール））飾演瑞樹。
- The Pride（2022年7月23日 - 31日、赤坂RED/THEATER（日语：赤坂RED/THEATER））飾演。
- （預定於2025年1月16日 - 19日公演、彩之國琦玉藝術劇場（日语：彩の国さいたま芸術劇場） 小HALL）

### 音樂錄影帶
- 竹仲繪里「gerbera」（電影「第三凶間」的主題曲）演出（2006年1月25日）

### 網路劇
- JJIDOL.com（2005年8月6日～8月26日）
- OCN免費動畫節目「Talking Japan」（2006年2月15日～）
- 朝日電視台電郵雜誌「a-friends Drama」（6月14日～、傳訊）
- 短篇.jp「夕凪」（2006年6月21日～）
- 「LIAR GAME EPISODE ZERO」（2009年10月～）飾演神崎直（主演）
- NTT DoCoMo手機劇（BeeTV、2011年6月）飾演（主演）

### DVD
- 死亡筆記本：L Navigate DVD（2008年1月23日發售）
- 死亡筆記本：L最終的23日 DVD（2008年6月25日發售）
- 天堂之门 Navigate DVD（2009年2月发售）
- 雾之火～散落在桦太真冈邮政局的九个少女们～ DVD（2009年4月10日发售）
- 天堂之门（2009年7月15日发售）
- 大盜五右衛門 DVD及BD（2009年10月19日发售）
- 20世紀少年之最終章（2010年2月24日发售）
- 24小時電視特備劇 美穗的小酒窩（2010年10月27日发售）
- 搞笑保鏢（2011年11月25日发售）
- 儘管如此也要活下去（2012年1月6日发售）
- 未來日記-ANOTHER:WORLD-（2012年10月5日发售）

### 其他
- TUBE 單曲《螢》封套（2008年4月30日發售）

## 外部連結
- 福田麻由子個人部落格
- 福田麻由子的Instagram帳戶
- FLaMme官方网站 （页面存档备份，存于）（日語）
- 福田麻由子在互联网电影资料库（IMDb）上的資料（英文）（英文）